# Потерянная глава Деяний святых апостолов
Потерянная глава Деяний Апостолов, также известная как рукопись Соннини, представляет собой короткий текст, предположительно являющийся переводом рукописи, содержащей 29-ю главу Деяний Апостолов, в которой подробно описывается путешествие апостола Павла в Британию, где он проповедовал племени израильтян на «горе Луд» (холм Ладгейт), где позже был построен собор Святого Павла, и встретился с друидами, которые доказали ему, что произошли от евреев. После этого Павел проповедовал в Галлии и Бельгии, а затем в Швейцарии (Гельвеция), где произошло землетрясение на месте предполагаемого самоубийства Понтия Пилата.
Каноническая книга Деяний заканчивается довольно резко на главе 28-й, в которой Павел содержится под домашним арестом, что привело к различным теориям об истории текста. В этой «Утраченной главе» не объясняется, как апостолу Павлу удалось сбежать или как он был освобождён из-под ареста, чтобы отправиться в новые путешествия.

## История
Текст впервые опубликован в Лондоне в 1871 году. По словам редактора, текст 29-й главы появился в конце XVIII века благодаря французскому натуралисту Соннини де Манонкуру, который перевёл «греческую рукопись, обнаруженную в архивах Константинополя и подаренную ему султаном Абдулом Ахметом». Он был найден спрятанным в английском переводе книги Соннини Voyage en Grèce et en Turquie в библиотеке члена парламента сэра Джона Ньюпорта (1756–1843) после его смерти. Однако никаких следов такой рукописи обнаружено не было, и на основании внутренних доказательств традиционная филология считает его, скорее всего, подделкой, поэтому он классифицируется среди современных псевдоэпиграфов.

## Цель и влияние
Целью подделки, вероятно, была поддержка англо-израилизма, но она не привлекла внимания в основных публикациях и не упоминается на веб-сайте Всемирной Британско-Израильской Федерации.